# Voorgeborchte

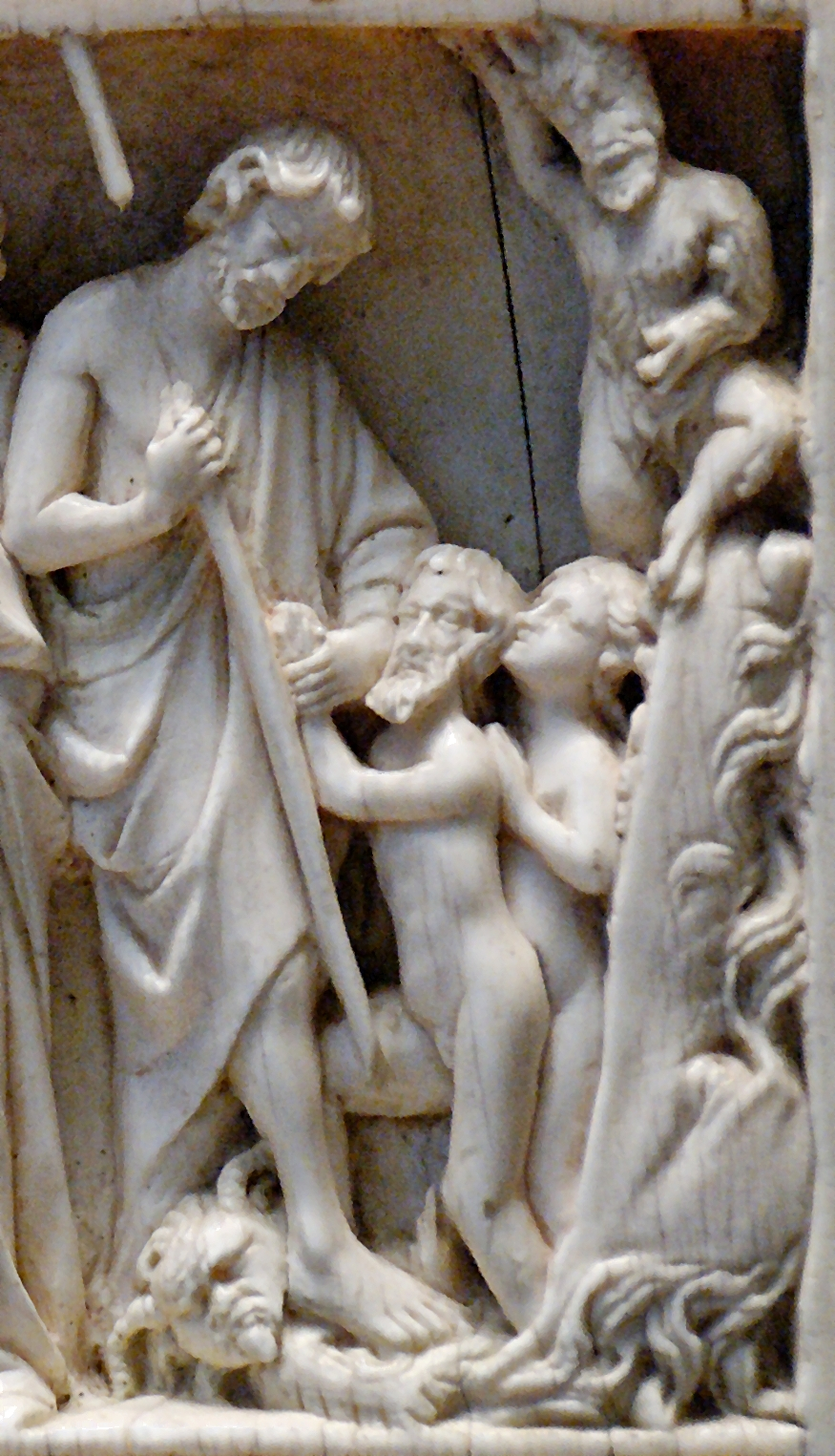
Anoniem (Frankrijk). Nederdaling van Christus in de Limbus. 1300–1325.

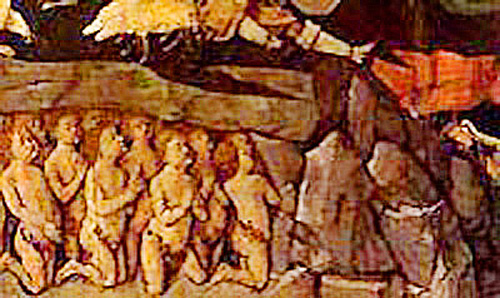
De limbus puerorum afgebeeld door Enguerrand Quarton in zijn Kroning van de Maagd (1454)

Het voorgeborchte of limbo (Latijn: limbus, "rand, zoom") was in de Rooms-Katholieke Kerk een aanduiding van het verblijf van de zielen die na het sterven niet toegelaten worden tot de hemel en ook niet naar de hel of het vagevuur gezonden worden. Zij wonen aan de rand van de hemel of de hel. Zij genieten daar de volledige en opperste natuurlijke gelukzaligheid, maar zonder de directe aanschouwing van God. Zij worden niet gekweld door de eeuwige hellestraffen, omdat zij geen zonden hebben begaan.
Sinds de jaren zestig nam aanhang van deze theologische stelling in de Rooms-Katholieke Kerk af. Sinds 2007 is het geen officieel onderdeel meer van de rooms-katholieke theologie.

## Inhoud en geschiedenis
De term voregeborchte komt vanaf ongeveer 1310 in het Middelnederlands voor en was een samentrekking van de woorden die een buitenversterking en een burcht aanduidden - dus voor + burcht - en duidde het voorportaal van de hel aan.
Het begrip beschrijft en weerspiegelt ook theologische onzekerheid. Het voorgeborchte is geen officiële leer van de Rooms-Katholieke Kerk, terwijl het vagevuur dat wél is. De Rooms-Katholieke Kerk leert dat de toestand van deze zielen (die het blijkbaar niet verdienen om naar de hel te gaan, maar ook niet de door God geopenbaarde weg naar de hemel hebben kunnen volgen) "in limbo" is – met andere woorden, hun lot kan niet bepaald worden.
Het was paus Gregorius I die in 593 voor het eerst dit element aan de leer van de Kerk toevoegde, als oplossing voor het dilemma: "Hoe kunnen mensen in de hemel terechtkomen die dat verdienen, terwijl zij voor de geboorte van Jezus zijn geboren en dus zijn heilsboodschap niet hebben kunnen horen?" Dit geldt ook voor hen die op een plaats wonen, waar de boodschap van het evangelie (of de volledige katholieke geloofsleer) nooit is doorgedrongen. Het probleem was het scherpst voor de ongedoopte kinderen, omdat het doopsel volgens de rooms-katholieke geloofsleer een conditio sine qua non is om in de hemel te komen. Zij worden in deze "wachtkamer van de hemel" gezet, waarvoor de term limbo (later vertaald als voorgeborchte) werd gebruikt. Op de dag des oordeels kan alsnog worden beslist of ze naar de hemel dan wel de hel gaan.
Hiermee werden twee 'soorten' voorgeborchte onderscheiden:
- Limbus patrorum ("voorgeborchte van de (aarts)vaders"): de tijdelijke toestand van de zielen van hen die een goed leven leidden, maar stierven vóór de opstanding van Jezus — de aartsvaders werden hier met de 'hellevaart van Christus' weggehaald.
- Limbus puerorum ("voorgeborchte van de kinderen"): de permanente toestand van de ongedoopten die als klein kind stierven (zonder persoonlijke zonden te hebben gepleegd, maar ook zonder door het doopsel bevrijd te zijn van de erfzonde) — de ongedoopte kinderen blijven in de natuurlijk gelukzaligheid van het voorgeborchte, waar zij het volledig natuurlijk geluk genieten, maar niet God van aangezicht tot aangezicht aanschouwen kunnen. In die zin verschilt het voorgeborchte voor ongedoopte kinderen dus van het vagevuur, omdat de zielen weg kunnen uit het vagevuur – na een zuiverend lijden om zondestraffen en dagelijkse zonden uit te boeten – om in de hemel te komen.

### Huidige theologen
Het geloof in een voorgeborchte neemt in de moderne theologie steeds meer af. De in de moderne theologie algemeen gangbare visie is dat de barmhartigheid van God wordt aangenomen zó groot te zijn dat hij al diegenen die rechtvaardig geleefd hebben of buiten hun schuld om niet gedoopt zijn in de hemel toelaat.

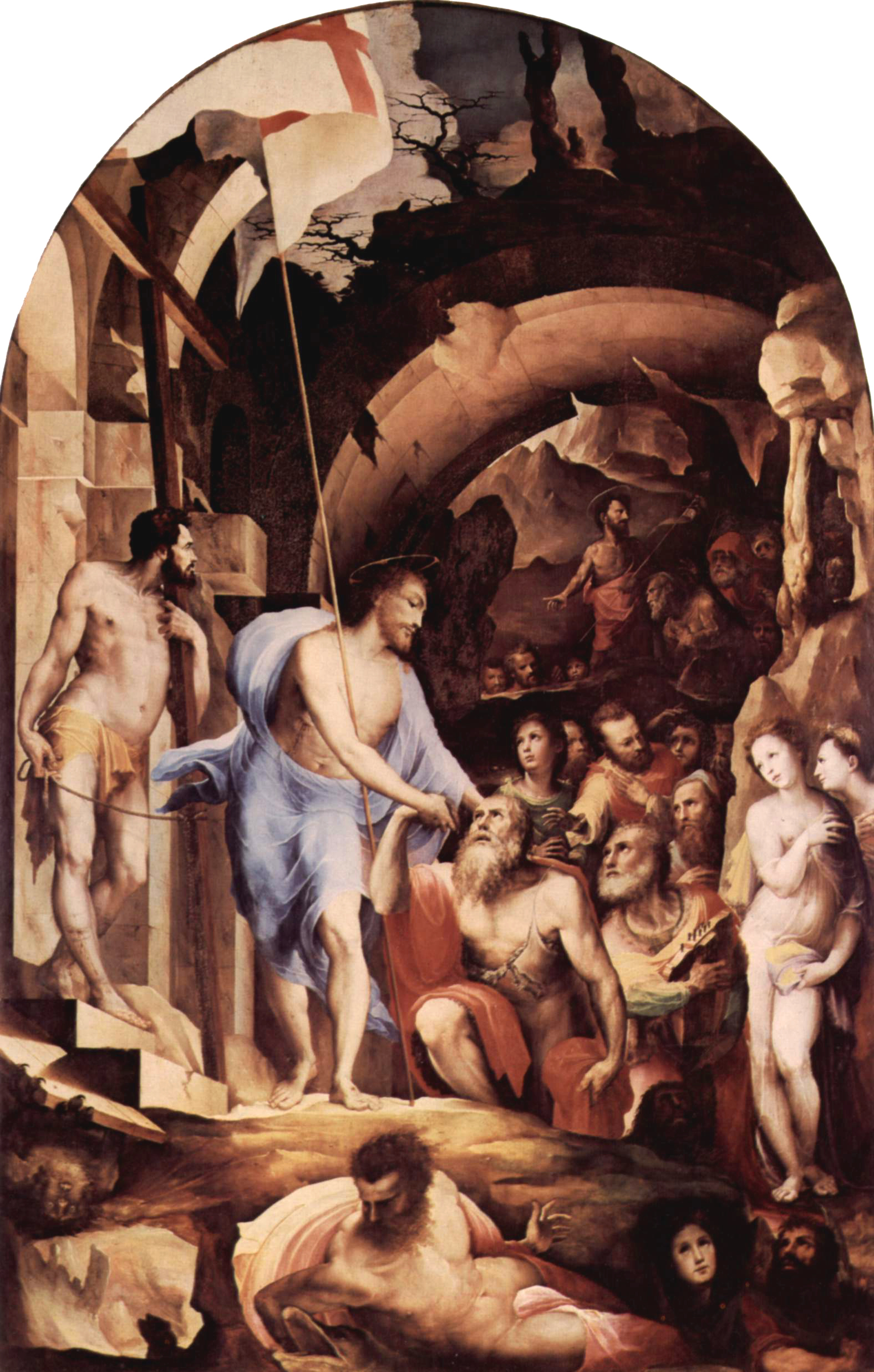
Domenico Beccafumi. De nederdaling van Christus in de Limbus. 1530–1535.

## Pastorale praktijk
In het begin van de jaren zestig werd in Nederland reeds uit pastorale overwegingen een eind gemaakt aan de praktijk om ongedoopte kinderen in ongewijde grond te begraven. Met die gewoonte is in de loop der tijden veel leed veroorzaakt bij ouders. De verschillende lokale kerkprovincies (Engeland, Nederland) hebben inmiddels diverse malen officieel spijt betuigd voor de hardvochtige behandeling van ongedoopt gestorven kinderen in hun kerkelijke jurisdictiegebieden. 
Het probleem werd vooral ervaren in het anoniem begraven en gedwongen "vergeten" van ongedoopt gestorven kinderen. Deze misbruiken om ongedoopte kinderen van hun ouders af te nemen en anoniem te begraven (soms "buiten de heg", in een heg, of een afzijdige strook van of naast het kerkhof, het zogenaamde Limbus infantium) die in Italië, Spanje en Rome zelf overigens niet voorkwamen, kwamen voort uit de jansenistische overblijfselen die in Engeland, Nederland, Frankrijk en noordelijk Duitsland lang in de pastorale praktijk hebben standgehouden, in zuidelijk Nederland op veel plekken tot in de jaren negentig van de 20e eeuw.
In de Romaanse landen en Rome zelf was er op kerkhoven altijd een gewoon ongewijd stuk grond te vinden, waarop ongedoopte kinderen met naam en toenaam, gewoon met een grafsteen en gedurende een gebedsceremonie voor de ouders en achterblijvers werden begraven. In de zuidelijke landen van Europa leefde de jansenistische pastorale praktijk en opvatting van het heil veel minder waardoor de ouders daar veel minder leed werd berokkend. De opvatting van het voorgeborchte staat overigens, strikt theologisch, los van de vroeger bestaande gebruiken om ongedoopte kinderen anoniem en zonder grafsteen op een ongewijd stuk grond te begraven. In zuidelijke katholieke landen werd weliswaar het bestaan van het voorgeborchte aangenomen, maar zonder het pas later ontstane pastorale misbruik van de anonieme begrafenis of uitsluiting van de kerkhofgronden.

## Herziening standpunt
Op 20 april 2007 bracht het adviesorgaan bekend als de Internationale Theologische Commissie een document uit, oorspronkelijk in opdracht van paus Johannes Paulus II, getiteld De hoop op redding voor zuigelingen die zonder doopsel sterven. Na de geschiedenis te hebben geschetst van de verschillende meningen die er waren en zijn over het eeuwige lot van ongedoopte zuigelingen, inclusief die in verband met de theorie van het voorgeborchte, en na de theologische argumenten te hebben onderzocht, luidde de conclusie van het document als volgt:
Onze conclusie is dat de vele factoren die wij hierboven hebben overwogen serieuze theologische en liturgische redenen geven voor de hoop dat ongedoopte zuigelingen die sterven gered zullen worden en het zaligmakende visioen zullen genieten. Wij benadrukken dat dit redenen zijn voor biddende hoop, eerder dan redenen voor zekere kennis. Er is veel dat ons eenvoudigweg niet is geopenbaard. Wij leven door geloof en hoop in de God van barmhartigheid en liefde die ons in Christus is geopenbaard, en de Geest beweegt ons om in voortdurende dankbaarheid en vreugde te bidden.

Wat ons geopenbaard is, is dat de gewone weg tot verlossing door het sacrament van de doop is. Geen van de bovenstaande overwegingen mag worden opgevat als een nuancering van de noodzaak van de doop of een rechtvaardiging voor uitstel van de toediening van het sacrament. Integendeel, zoals wij tot besluit opnieuw willen bevestigen, geven zij sterke gronden voor de hoop dat God zuigelingen zal redden wanneer wij niet in staat zijn geweest voor hen te doen wat wij graag hadden willen doen, namelijk hen te dopen tot het geloof en het leven van de Kerk.
In een verklarend document stelt de verklaring van de Internationale Theologencommissie dat "het buitensluiten van onschuldige kinderen uit het paradijs in tegenspraak is met de bijzondere liefde die Christus voor de kleinsten koestert".
Paus Benedictus XVI heeft op 21 april 2007 toestemming gegeven voor de publicatie van dit document, waarmee hij te kennen geeft dat hij het in overeenstemming acht met de leer van de Kerk, hoewel het geen officiële uitdrukking van die leer is.
Het document geniet niet de waarde van een dogma of geloofswaarheid en is geen officiële verklaring van de paus over dit thema. Benedictus XVI heeft slechts de publicatie toegestaan. Sommige theologen blijven echter het concept van het voorgeborchte bevestigen, en worden hierdoor geen ketters omdat ondertekening door de H. Stoel van de verklaring der Commissie niet binnen het buitengewoon onfeilbaar leergezag van de paus valt en dus (nog) geen verplichte katholieke leer is. De formulering "afgeschaft" is in deze context niet correct, aangezien de voorgeborchteleer nooit "ingevoerd" of formeel tot kerkleer verklaard was in de kerkgeschiedenis. Nr. 43 van de verklaring van de Commissie bevestigt uitdrukkelijk dat het voorgeborchte een mogelijke verklaring van dit moeilijke theologische punt blijft en als zodanig dus niet verboden, laat staan "afgeschaft", is.

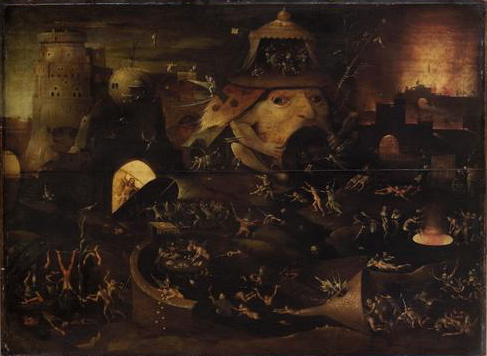
Navolger van Jheronimus Bosch. Nederdaling ter helle. 1540–1560.

## Protestantisme
- In het protestantisme is het voorgeborchte of vagevuur geen doctrine.

## Trivia
- De limbo, een acrobatische dans waarbij men onder een brandende stok door danst, is genoemd naar deze "plek voor de ongedoopten".
- Limbo komt ook voor in verschillende computerspellen. Hierbij is het de status die een speler heeft, nadat hij is doodgeschoten. Afhankelijk van het spel kan hij vrij rond zweven, andere spelers volgen of blijft hij bij zijn lichaam tot hij weer mag meedoen met het spel.
- In de Amerikaanse serie The Outer Limits (1963) komt in de aflevering The Premonition een menselijk wezen voor dat The Limbo Being wordt genoemd omdat deze persoon in een tijdsmoment gevangen zit en er nooit meer uit kan komen.